# Агачёрен
Агачёрен (тур. Ağaçören) — город и район в центральной части Турции, на территории провинции Аксарай.

## Географическое положение
Город расположен в северной части ила, на расстоянии приблизительно 50 километров к северу от города Аксарай, административного центра провинции, на высоте 1169 метров над уровнем моря.

## Население
По данным Института статистики Турции, численность населения Агачёрена в 2012 году составляла 3047 человек, из которых мужчины составляли 50,5 %, женщины — соответственно 49,5 %.

## Транспорт
Ближайший аэропорт расположен в городе Гюльшехир.